# Bryopolia holosericea
Bryopolia holosericea là một loài bướm đêm trong họ Noctuidae.